# 1697 Koskenniemi
1697 Koskenniemi è un asteroide della fascia principale interna. Scoperto nel 1940, presenta un'orbita caratterizzata da un semiasse maggiore pari a 2,373815 UA e da un'eccentricità di 0,116869, inclinata di 5,661874° rispetto all'eclittica. Ha un diametro di 11,245 km, un periodo di rotazione di 2,3923 ore e un'albedo di 0,116.
Fa parte della famiglia di asteroidi Vesta.
L'asteroide è dedicato al poeta finlandese Veikko Antero Koskenniemi (1885-1962), professore di letteratura all'Università di Turku e membro dell'Accademia di Finlandia. Scrisse molte poesie dedicate alle stelle e fu membro fondatore della società di astrofili Turun Ursa.